# 乐治镇
乐治镇，是中华人民共和国贵州省毕节市纳雍县下辖的一个乡镇级行政单位。

## 行政区划
乐治镇下辖以下地区：
乐治社区、蚕箐村、大营村、高枧村、化启村、黄泥冲村、加车村、青杠村、沙子冲村、石母猪村、史家街村、台沙村、塘坝村、塘边村、杨家湾村、座拱村、戛泥坝村和碓叉坝村。